# Mankapur
Mankapur é uma cidade e uma nagar panchayat no distrito de Gonda, no estado indiano de Uttar Pradesh.

## Geografia
Mankapur está localizada a 27° 02′ N, 82° 14′ L. Tem uma altitude média de 99 metros (324 pés).

## Demografia
Segundo o censo de 2001, Mankapur tinha uma população de 8865 habitantes. Os indivíduos do sexo masculino constituem 54% da população e os do sexo feminino 46%. Mankapur tem uma taxa de literacia de 70%, superior à média nacional de 59.5%: a literacia no sexo masculino é de 76% e no sexo feminino é de 63%. Em Mankapur, 13% da população está abaixo dos 6 anos de idade.